# Santanderella
Santanderella es un género monotípico de la familia de las orquídeas (Orchidaceae). Su única especie es Santanderella amadorinconiana.

## Distribución
Se encuentra en Santander, Colombia en pequeñas colonias cerca de la carretera.

## Etimología
Este género fue propuesto por Ortiz en el año 2010 después de estudios genéticos que sustentaban que esto era necesario.[cita requerida] Aunque ya se ha usado el nombre genérico Santanderia (1862), para un género que hoy se considera sinónimo de magnolia, el nombre Santanderella es lo suficientemente diferente, como para que no haya confusión posible.